# بيني جوردن
بيني جوردن (بالإنجليزية: Penny Jordan)‏ (24 نوفمبر 1946، برستون في المملكة المتحدة - 31 ديسمبر 2011، تشيشير في المملكة المتحدة)؛ كاتِبة وروائية بريطانية.

## روابط خارجية
- بيني جوردن على موقع IMDb (الإنجليزية)